# Kirche Bierkowo
Die Kirche in Bierkowo (deutsch Birkow) ist ein in den Jahren 1909 bis 1911 in neoromanischem Stil errichtetes Bauwerk. Bis 1945 war sie Gotteshaus der evangelischen hinterpommerschen Gemeinde Birkow. Seit 1945 und Vertreibung der einheimischen Dorfbewohner durch die Administration der Volksrepublik Polen wird sie als römisch-katholische Filialkirche der Pfarrei Bruskowo Wielkie (Groß Brüskow) genutzt.

## Geographische Lage
Bierkowo liegt in Hinterpommern, sieben Kilometer nordwestlich der Stadt Słupsk (Stolp). 

## Kirchengebäude
Das Dorf Birkow im pommerschen Kreis Stolp war kein ursprüngliches Kirchdorf. Vielmehr gehörte es mit den Nachbarorten Gatz, Reblin, Medenick, Reddentin  und Zitzewitz  zum Kirchspiel Symbow der Synode Rügenwalde im Kreis Schlawe. Um zur Kirche in Symbow zu kommen, galt es eine unwegsame sieben Kilometer lange Wegstrecke zu bewältigen. Weil Birkows Einwohnerzahlen ständig stiegen, wurde das Gotteshaus in Symbow zu klein, und es war notwendig, entweder die Pfarrkirche zu vergrößern oder aber in Birkow, das seit 1895 eine eigene Kirchengemeinde war, ein eigenes Gotteshaus zu errichten.
Die zweite Möglichkeit wurde im Jahre 1906 in Planung gesetzt, nicht ohne dazu die Zustimmung der Symbower Kirchenpatrone Zitzewitz auf Zitzewitz und von Below auf Reddentin einzuholen. Zum Bauplatz wurde der Teich vor dem Schulgebäude bestimmt und dann das Bauvorhaben unter der Leitung des Pfarrers Reinhold Rathke in Gang gebracht. Beabsichtigt war ein Projekt von 40.000 Mark Gesamtkosten. Hand- und Spanndienste leistete die Gemeinde. Der Schulteich wurde zugeschüttet und der Baugrund geprüft und vermessen. Die Mauersteine lieferte die Ziegelei Otto Koepke in Überlauf. Als Dach- und Turmbekleidung wählte man Rheinische Biberschwänze.
Die Grundsteinlegung fand im Frühjahr 1909 statt, das Richtfest konnte bereits im Sommer des gleichen Jahres gefeiert werden. Nachdem der Rohbau im Herbst unter Dach und Fach gebracht und der Turm mit einem Bretterverschlag gesichert worden war, blieb der Bau über Winter stehen. Erst im folgenden Jahr wurden die Bauarbeiten wieder aufgenommen.
Die Kirche erhielt einen Innen- und Außenputz, und der Turm wurde ziegelgedeckt. Kunstmaler betätigten sich an der Inneneinrichtung mit Altar und darüber angebrachtem Kanzelkorb, Bänken für 400 Sitzplätze sowie drei Seitenemporen. Der Altar sowie die Kronleuchter aus Messing wurden gestiftet, ebenso wie die Antependien.
Auf der westlichen Empore wurde eine Orgel installiert. Sie stammte aus der Werkstatt des Paul Voelkner im westpreußischen Bromberg, dem Sohn des Orgelbaumeisters Christian Friedrich Voelkner aus dem Nachbarort Dünnow, dessen von ihm gegründeter Betrieb 1906 durch Brandstiftung vernichtet und von seinem Sohn in Bromberg wieder neu geschaffen wurde. Das Instrument hatte zwei Manuale und Pedal.
Die Glocke aus dem Glockenturm des Schulgebäudes wurde in den Kirchturm verbracht und zusammen mit zwei von der Glockengießerei in Apolda in Thüringen gelieferten Glocken zu einem Geläut vereint. Die Turmuhr samt Schlagglocke stammte von der Firma Kugelberg in Rostock.
Am Ostersonntag (16. April) des Jahres 1911 fand die festliche Einweihung der neuen Kirche statt. Unter Anteilnahme der ganzen Gemeinde wurde das Gotteshaus vom leitenden Geistlichen der Kirchenprovinz Pommern, Generalsuperintendent Johannes Büchsel aus Stettin, im Zusammenwirken mit dem pastor loci Reinhold Rathke nach feierlicher Schlüsselübergabe in Dienst gestellt.

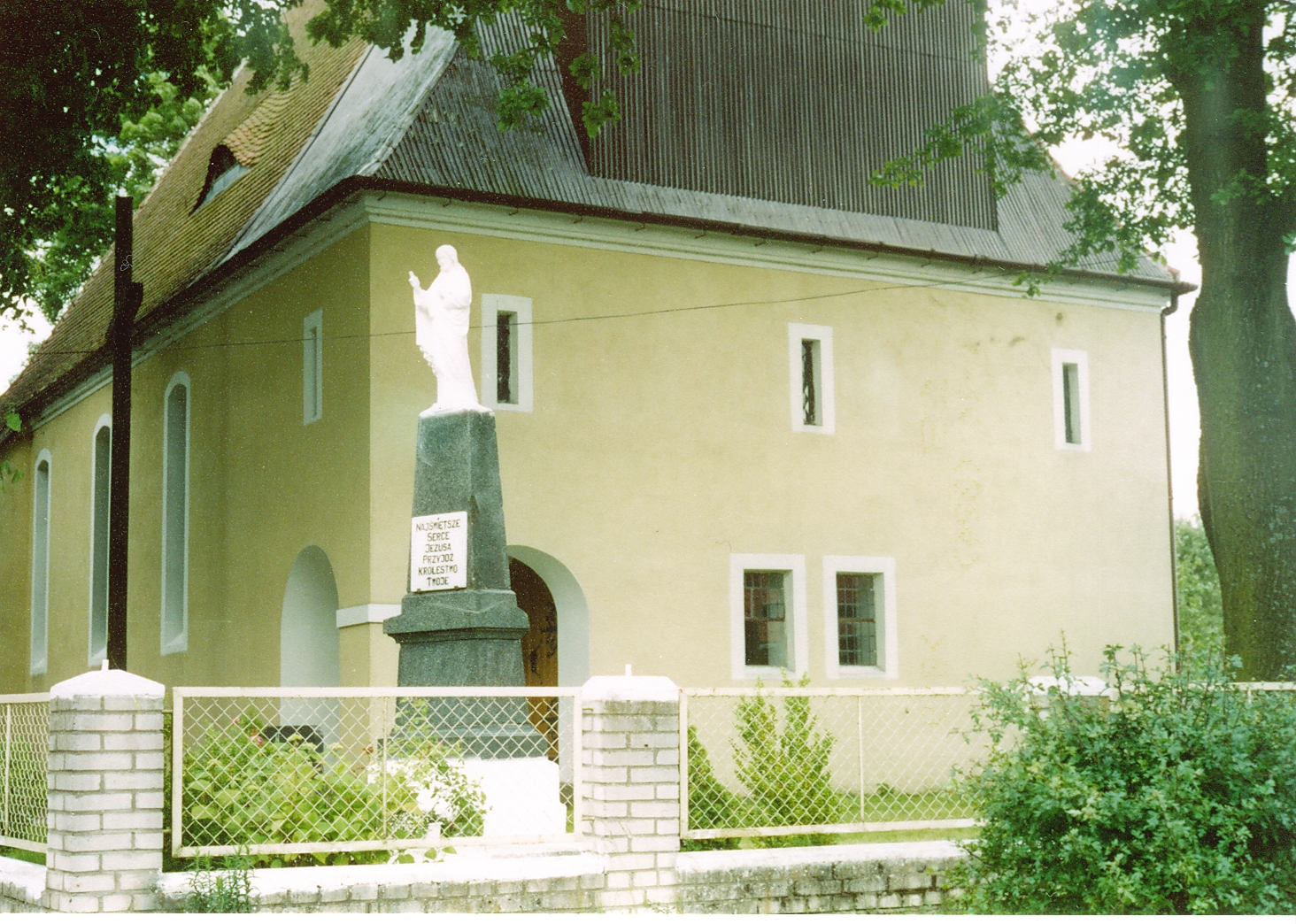
Das – heute veränderte – einstige Ehrenmal an der Kirche aus dem Jahre 1921

Im Ersten Weltkrieg hatte die Kirchengemeinde die beiden großen Läuteglocken für Munitionszwecke abzuliefern. In den Jahren 1921/23 wurden drei neue Stahlglocken beschafft. 1921 erhielt die Kirche eine Gedenktafel für die 36 im Krieg Gefallenen aus Birkow. Vor der Kirche wurde ein Ehrenmal aus schwarzem Granit mit bronzenem Adler aufgestellt. In den Jahren 1924 bis 1925 fand eine Generalüberholung der Kirche statt, nachdem sie kurz vorher eine elektrische Heinzung bekommen hatte.
Das Kirchengebäude blieb im Zweiten Weltkrieg erhalten, erlitt jedoch an der Inneneinrichtung schweren Schaden. So war die Orgel nicht mehr spielbar.
Kurz nach Kriegsende wurde das bisher evangelische Gotteshaus von der Administration der Volksrepublik Polen enteignet und 
der polnischen katholischen Kirche zur Verfügung gestellt. Am 18. November 1945 erhielt sie vom erst seit 1945 anwesenden polnischen Klerus eine ‚neue Weihe‘, die sie dem Hl. Josef als Namenspatron zuordnete. In den Folgejahren wurden mehrfach Restaurierungsarbeiten vorgenommen, so im Jahre 2008, verbunden mit einer Generalüberholung. Seit 2003 wird mit finanzieller Hilfe ehemaliger Einwohner Birkows eine Renovierung der Orgel geplant, um das wertvolle Instrument funktionstüchtig zu erhalten. Im Jahre 2011 fand eine Feier zum 100-jährigen Jubiläum der Kirche statt.

## Kirchengemeinde
Am 6. August 1895 wurde in Birkow eine eigene evangelische Kirchengemeinde gegründet, die pfarramtlicher Verbindung mit Symbow stand. Die Symbower Pfarre gehörte bis 1814 zum Kirchenkreis Rügenwalde und danach bis 1945 zum Kirchenkreis Stolp-Stadt in der Kirchenprovinz Pommern der Kirche der Altpreußischen Union. Der neu ins Amt gewählte Gemeindekirchenrat Birkows erwarb als erstes Eigentum ein Gelände, auf dem ein Friedhof angelegt wurde. Bis 1895 fanden die Begräbnisse der Birkower Bewohner in Symbow statt. Das Friedhofsgelände existiert bis heute („Cmentarz ewangelicki“), wird allerdings nicht mehr als Begräbnisstätte genutzt, sondern wurde 1972 entwidmet und eingeebnet. Am 17. Juli 2010 wurde hier ein Kreuz zur Erinnerung an den Friedhof aufgestellt.
Die Kirchengemeinde Birkow zählte im Jahre 1940 alleine 772 Gemeindeglieder neben den 1602 Gemeindegliedern im übrigen Kirchspiel. Bis 1945 blieben die Pfarrer von Symbow aus die Geistlichen der Birkower Kirche.
Zwischen 1895 und 1945 waren die evangelischen Pfarrer von Symbow für die Kirche in Birkow zuständig.
Pfarrer bis 1945
- Reinhold Rathke, 1895–1913
- Friedrich Witte, 1914–1927
- Martin Hedemann, 1927–1934
- Oskar Klopsch, 1935–1945

### Polnisches Kirchspiel seit 1945
Die seit 1945 und Vertreibung der einheimischen Dorfbewohner Birkows anwesende polnische Einwohnerschaft gehört überwiegend der katholischen Konfession an. Seit 1946 betreuen die katholischen Geistlichen von Bruskowo Wielkie (Groß Brüskow) die katholischen Kirchenglieder in Bierkowo.
Die Pfarrei Bruskowo Wielkie und mit ihr auch die Kirche Bierkowo ist dem Dekanat Ustka (Stolpmünde) unterstellt und gehört zum Bistum Koszalin-Kołobrzeg (Köslin-Kolberg) der Katholischen Kirche in Polen.
In Bierkowo lebende evangelische Kirchenglieder gehören zur Kreuzkirchengemeinde in Słupsk (Stolp) in der Diözese Pommern-Großpolen der Evangelisch-lutherischen Kirche in Polen.

### Kirchenbücher
Die Kirchenbuchunterlagen aus der Zeit vor 1945 gelten als verschollen. Man vermutet, dass sie im Rahmen von Brandstiftung 1945/1947 an den Gebäuden der Symbower Kirche vernichtet wurden. Aussagen aus dem Jahr 2004, dass sie auf einem polnischen Flohmarkt angeboten worden seien, gelten als spekulativ.